# インターカレーション

グラフェンの間にカリウムが入り込んだ様子

インターカレーション (Intercalation) とは、分子または分子集団の空隙に他の元素が侵入する可逆反応である。この反応を起こした物質は層間化合物 (intercalational compound) または成層化合物 (lamellar compound)、侵入した物質はインターカレーターやインターカラントと呼ばれることがある。

## 事例

### グラファイト
正六角形に結合した炭素が層状に重なったグラファイトの、層と層の間にカリウムが侵入したKC8 は、最初に発見された層間化合物である（1926年）。他に（カリウム比率の少ない）KC24やKC36、カリウムではなくアルカリ金属や典型元素（およびその酸化物や硫化物）がインターカレーションした層間化合物が知られている。
KC8は還元試薬など、LiC6はリチウムイオン電池の負極などに用いられる。

### 塩基

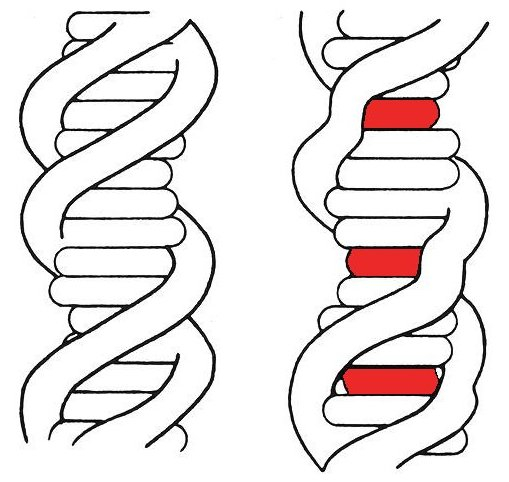
左：元のDNA鎖。右：3か所（赤色部）にインターカレーションが起こったDNA鎖。

DNAやRNAなどで起こる場合もある。複製や転写に影響を与え、侵入する物質によっては癌や奇形の原因にもなると考えられているが、直接の証拠はない。
- 分子生物学の実験においては核酸と結合して蛍光を発するエチジウムを意図的にインターカレーションさせることで塩基を検出する手法が知られている[4]。
- 薬剤に利用される例もある。アントラサイクリンのインターカレーションは核酸の合成を阻害し、癌細胞の増殖速度を抑制する効果がある[5]。ただし、同時に心臓の機能にさまざまな悪影響を及ぼす[6]。

## 語源
Intercalation の原義は閏月である。毎年の暦に閏月が挿入される様子が本記事の物理現象に似ていたので、こう呼ばれるようになった。